# Берёза полезная
Берёза полезная (лат. Betula utilis) — вид растений рода Берёза (Betula) семейства Берёзовые (Betulaceae).
Кора употребляется местным населением на крыши домов и как суррогат бумаги.

## Распространение и экология
В природе ареал вида охватывает умеренные районы Центральной Азии — от Афганистана до центральных районов Китая. 
|                          |
|                          |
| Листья и женские серёжки |

Произрастает по горам на высоте 3000—4000 м над уровнем моря, часто вместе с рододендроном колокольчатым (Rhododendron campanulatum).
Чувствительное к морозу.

## Ботаническое описание
Дерево высотой до 25 м и диаметром ствола до 1 м. Кора коричневая, расслаивающаяся на тонкие слои. Побеги войлочные и смолисто-железистые.
Листья яйцевидные до яйцевидно-продолговатых, длиной 5—8 см, коротко заострённые, при основании широко-клиновидные или округлые, широкозубчатые, несколько кожистые, снизу опушённые, на опушённых черешках.
Пестичные серёжки висячие, цилиндрические, длиной около 3 см. Прицветные чешуйки опушённые, с продолговатыми лопастями, из которых средняя длиннее боковых.
Крылья плода наполовину уже орешка.

## Классификация

### Таксономия
Вид Берёза полезная входит в род Берёза (Betula) подсемейства Берёзовые (Betuloideae) семейства Берёзовые (Betulaceae) порядка Букоцветные (Fagales).
|  |                                      |  |                                                             |                                                             |                     |  | ещё 7 семейств (согласно Системе APG II) | ещё 7 семейств (согласно Системе APG II)                   |                                                            |  |  |  | ещё 1—2 рода        | ещё 1—2 рода        |  |  |
|  |                                      |  |                                                             |                                                             |                     |  | ещё 7 семейств (согласно Системе APG II) | ещё 7 семейств (согласно Системе APG II)                   |                                                            |  |  |  | ещё 1—2 рода        | ещё 1—2 рода        |  |  |
|  |                                      |  |                                                             | порядок Букоцветные                                         |                     |  |                                          |                                                            | подсемейство Берёзовые                                     |  |  |  |                     | вид Берёза полезная |  |  |
|  |                                      |  |                                                             | порядок Букоцветные                                         |                     |  |                                          |                                                            | подсемейство Берёзовые                                     |  |  |  |                     | вид Берёза полезная |  |  |
|  | отдел Цветковые, или Покрытосеменные |  |                                                             |                                                             | семейство Берёзовые |  |                                          |                                                            | род Берёза                                                 |  |  |  |                     |                     |  |  |
|  | отдел Цветковые, или Покрытосеменные |  |                                                             |                                                             |                     |  |                                          |                                                            |                                                            |  |  |  |                     |                     |  |  |
|  |                                      |  | ещё 44 порядка цветковых растений (согласно Системе APG II) | ещё 44 порядка цветковых растений (согласно Системе APG II) |                     |  |                                          | ещё одно подсемейство, Лещиновые (согласно Системе APG II) | ещё одно подсемейство, Лещиновые (согласно Системе APG II) |  |  |  | ещё более 110 видов |                     |  |  |
|  |                                      |  |                                                             | ещё 44 порядка цветковых растений (согласно Системе APG II) |                     |  |                                          |                                                            | ещё одно подсемейство, Лещиновые (согласно Системе APG II) |  |  |  |                     |                     |  |  |

### Представители
В рамках вида выделяют несколько разновидностей:
- Betula utilis var. jacquemontii (Spach) H.J.P.Winkl.

[syn.  Betula jacquemontii Spach — Берёза Жакмона]
- Betula utilis var. utilis

[syn.  Betula bhojpattra Lindl. ex Wall.]